# Graphium sandawanum
Graphium sandawanum är en fjärilsart som beskrevs av Yamamoto 1977. Graphium sandawanum ingår i släktet Graphium och familjen riddarfjärilar. IUCN kategoriserar arten globalt som starkt hotad. Inga underarter finns listade i Catalogue of Life.